# Onciurosoma acisternum
Onciurosoma acisternum är en mångfotingart som beskrevs av Filippo Silvestri 1932. Onciurosoma acisternum ingår i släktet Onciurosoma och familjen orangeridubbelfotingar. Inga underarter finns listade i Catalogue of Life.